# Marcel Huot
Marcel Huot, francoski kolesar, * 9. september 1896, Épernay, Francija, † 23. april 1954, Pantin, Francija. 
Bil je francoski profesionalni dirkač na cestnih kolesih. Leta 1928 je osvojil 19. etapo na Tour de France.

## Pomembnejši dosežki

### 1923
Tour de France: 10. mesto

### 1928
Tour de France: 9. mesto